# Castillo de Gérgal
El castillo de Gérgal es una construcción defensiva bajomedieval situada en el municipio andaluz de Gérgal, provincia de Almería (España). Su estratégico emplazamiento al nordeste de la población, sobre una de las lomas que forman las estribaciones de la sierra de los Filabres, le otorga amplias vistas sobre la villa y la rambla de Gérgal, y queda a su vez protegido al norte por la muralla natural que forma la loma de Tablas.

## Descripción
Su fábrica es de mampostería de lajas gruesas de pizarra puestas horizontalmente. Toda la estructura y disposición del castillo está determinada por su función defensiva, observándose una estricta compartimentación de los distintos recintos: hay incluso aspilleras en dependencias interiores. El edificio se organiza alrededor de una torre central almenada, de planta cuadrada de 15,5 m de lado, a cuyas esquinas se adosan cuatro cubos más bajos de planta circular, rematados por casamatas para artillería con cubierta cónica. Se accede al castillo a través de un postigo en recodo que queda encerrado dentro de otro cubo bajo, almenado, de planta ovalada y defendido por un matacán. Salpicadas por los muros se abren algunas troneras para armas de fuego portátiles. Todo se asienta sobre una plataforma elevada, con bastiones circulares en las esquinas y cercada por un muro almenado, elemento nuevo construido por el actual propietario pero que visualmente se integra bien con el conjunto.

## Historia

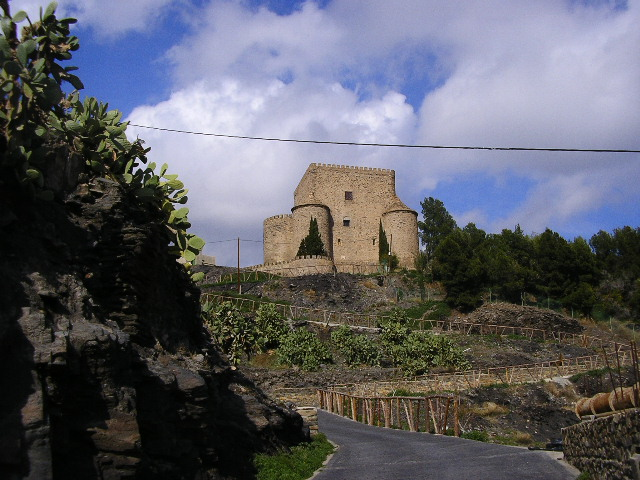
Vista del castillo desde la carretera.

En 1492 los Reyes Católicos donaron este castillo, junto con las villas de Gérgal, Bacares y Velefique, a don Alonso de Cárdenas, último maestre de la Orden de Santiago, que había tenido una destacada participación en la Guerra de Granada. El señorío se sucedió en sus descendientes los condes de la Puebla del Maestre.
Durante el siglo XVI el castillo de Gérgal jugó un gran papel defensivo contra las razias de piratas turcos y berberiscos que desembarcaban en las costas almerienses y hacían rápidas incursiones de saqueo contra los cristianos con el apoyo de la población morisca, llevándose botín y cautivos. Y en 1568 fue uno de los focos de la insurrección de los moriscos iniciada aquel año. Tenía entonces el conde de la Puebla como gobernador de su señorío al morisco Francisco Puertocarrero, quien al comenzar la rebelión, junto con su hijo de igual nombre, atrajo con engaño hasta el castillo a los cristianos de la villa y los masacró. Los sublevados se hicieron aquí fuertes hasta la llegada del marqués de los Vélez, y huyeron después a las montañas vecinas. Tras la expulsión de los moriscos, entre 1571 y 1620, la zona quedó semidespoblada y expuesta al bandidaje de los forajidos. El castillo fue reconstruido durante el siglo XVII para restablecer el orden y favorecer la repoblación. A mediados del siglo siguiente pertenecía a Isabel Pacheco Portocarrero, condesa de la Puebla del Maestre y marquesa de la Torre de las Sirgadas, quien lo utilizaba como pósito de los granos que percibía en concepto de diezmos y derechos señoriales.
La última dueña hereditaria fue María Luisa Fernández de Córdoba y Marín, nieta del XIX conde de la Puebla del Maestre. Esta señora murió sin descendencia hacia 1940, habiéndose extinguido también la de su única hermana, la marquesa de la Puebla de Ovando. En su testamento, legó el castillo al ayuntamiento de Gérgal, y el cortijo que poseía en el municipio al aparcero que lo llevaba.
En 1968 el castillo pasó a ser propiedad del Estado, que lo declaró alienable. Y actualmente se encuentra restaurado y destinado al uso de vivienda por un particular, quien lo adquirió en subasta pública en 1972. Está catalogado como Bien de Interés Cultural, con categoría de Monumento, desde el año 1985.